# Ugo Cipriani
Pour les articles homonymes, voir Cipriani.
Ugo Cipriani, né à Florence en Italie le 13 août 1887, et mort à Paris le 18 juin 1960, est un sculpteur italien.

## Biographie
Fils du sculpteur Adolfo Cipriani et d'Emilia Pancani, Ugo Cipriani est le cinquième enfant d'une fratrie de neuf[réf. nécessaire]. Il réside dans le quartier de l'Oltrarno, au Borgo San Frediano.
Après des études à l’Académie des beaux-arts de Florence, Ugo Cipriani travaille le marbre, la terre cuite, le bronze, l'albâtre dans l'esprit du mouvement Art déco des années 1920. Une de ses œuvres les plus connues, un monument en bronze (1919) du nationaliste et irrédentiste italien Guglielmo Oberdan, se trouve sur la place du même nom, à Florence.
En 1935, Ugo Cipriani émigre en France pour échapper au régime fasciste de Mussolini. Il vit à Paris en tant que réfugié politique et continue à y créer jusqu'à sa mort en 1960. Sculpteur très prolifique en France, certains indices dévoilés par sa fille Lydia et son fils Gabriel laissent à penser qu'il utilisait des pseudonymes comme Menneville et Uriano.